# Глинянки (Люблінське воєводство)
Глинянки (пол. Glinianki) — частина села Озерня у Польщі, в Люблінському воєводстві Томашівського повіту, ґміни Томашів.

## Історія
Первісним населенням Глинянок були русини-лемки, які компактно проживали на своїх історичних землях. 